# Sladilo
Sladila so naravne ali sintetične spojine, ki imajo v primerjavi z belim sladkorjem načeloma bistveno večjo sladilno moč in manjšo energijsko vrednost. Sladkost posameznih sladkorjev je odvisna od zgradbe molekul. Pri večanju koncentracije večine sladil se sladilna moč veča do določene meje. Ko se ta meja preseže, se sladilna moč ne povečuje več, nakar jo lahko povečamo samo še z uporabo več sladil hkrati.

## Zakonodaja

### Definicija
Zakonodaja na področju aditivov v prehrani je v Sloveniji urejena s Pravilnikom o aditivih za živila. V Uradnem listu RS, št.43/2004, so v tretjem členu podane definicija ter vrste in lastnosti posameznega aditiva. Iz tretjega člena, osme točke sledi:
sladila so snovi, ki dajejo živilu sladek okus, vendar ne živila s sladilnimi lastnostmi. (npr. sladkor, med ipd.).

### Označevanje
Označevanje aditivov ureja Pravilnik o splošnem označevanju predpakiranih živil.
Po 19. členu tega pravilnika morajo imeti živila naslednje dodatne oznake:
- S sladilom (živila, ki vsebujejo eno ali več dovoljenih sladil);
- Z dodanim sladkorjem in sladilom/dodanimi sladkorji in sladili (živila, ki vsebujejo sladkor in sladilo);
- Vsebuje fenilalanin (živila, ki vsebujejo aspartam kot sladilo);
- Prekomerno uživanje ima lahko odvajalni učinek (živila, ki vsebujejo več kot 10 % dodanih poliolov).

## Razlogi za uporabo sladil
- Pomagajo pri zmanjševanju telesne teže

Ljudje zamenjujejo visokokaloričen sladkor z nizkokaloričnimi sladili ali s sladili brez kalorij. Ob zmerni uporabi skladno s priporočili nam lahko živila, ki vsebujejo sladila, potešijo potrebo po sladkem in hkrati prihranijo nezaželene kalorije. Vendar se pojavlja vedno več dvomov o tem, da bi naj umetna sladila po njihovem zaužitju povečala apetit in bila tako vzrok za povečano telesno težo. Po teh domnevah naj bi fenilalanin in asparaginska kislina, sestavini aspartama, stimulirala sproščanje inzulina. Zato pride do skladiščenja glukoze iz krvi v obliki maščob, posledica tega pa je hipoglikemija in želja po sladkem – ravno nasprotno od tega, kar smo želeli doseči. V prihodnosti bodo izvedene še določene študije, ki bodo pokazale, ali umetna sladila res povečujejo apetit ali ne.
- Ne povzročajo kariesa

Tveganje za nastanek kariesa je ob uživanju energijskih sladil večje. Neenergijska sladila ne povzročajo zobne gnilobe. Polioli in še nekatera druga sladila so se izkazala kot dobra preventiva proti razvoju kariesa. Dobre rezultate v študijah je dal predvsem ksilitol. Pri tem pa moramo še upoštevati, da na razvoj zobne gnilobe vplivajo tudi drugi faktorji, kot so: pogostost umivanja zob, uporaba zobnih past s fluoridom itd. 
- Nadzirajo krvno raven sladkorja

Bolniki z diabetesom si morajo regulirati krvni sladkor. Nekatera sladila sicer sproščajo energijo, ampak se presnavljajo počasneje, kar omogoča, da lahko nivo krvnega sladkorja ostane ustrezen dlje časa. Diabetiki lahko uporabljajo vsa intenzivna in nadomestna sladila. Poliole lahko sladkorni bolniki uživajo do določene meje zaradi njihovega laksativnega efekta. Prav tako lahko brez kakršnekoli nevarnosti uživajo tudi neenergijska sladila.
- Pomagajo ljudem z reaktivno hipoglikemijo

Ljudje s to boleznijo po hitri absorpciji glukoze sintetizirajo presežek inzulina. S tem koncentracija glukoze pade pod količino, ki je potrebna za normalno delovanje telesa in možganov. Tako kot diabetiki se morajo izogibati živilom z visokim glikemičnim indeksom in morajo zato uporabljati alternativna sladila.

## Delitev sladil
Sladila lahko delimo na različne načine glede na: 
- Izvor sladila:
  - anorganske snovi
  - naravne organske spojine
  - sintezne organske spojine

- Hranilno vrednost:
  - energijska ali nutritivna sladila
    - saharidna sladila:
      - monosaharidi
      - disaharidi

    - škrobna sladila:
      - glukozni sirup
      - maltodekstrin
      - dekstroza
      - visoko fruktozni sirup

    - nadomestki sladkorja:
      - sladkorni alkoholi

  - neenergijska (ali skoraj neenergijska) sladila
    - sintetično visoko intenzivna sladila:
      - saharin, ciklamat, aspartam, acesulfam-K, sukraloza, altimat, neotam, alitam

    - naravno visoko intenzivna sladila:
      - taumatin, neohesperidin, steviozid, glicirizin, monelin, miraculin

- V literaturi zasledimo še delitev sladil na:
  - intenzivna sladila (mnogokrat slajša od saharoze in zato v uporabi v zelo majhnih količinah):
    - saharin, aspartam, acesulfam-K, taumatin, neohesperidin dihidrohalkon, alitam, neotam

  - nadomestna sladila (približno enako sladka kot saharoza in zaradi tega v uporabi v približno enakih količinah):
    - hidrogenirani glukozni sirup, izomalt, maltitol, manitol, sorbitol, ksilitol, laktitol

| ANORGANSKE SNOVI       | NARAVNE ORGANSKE SPOJINE | SINTEZNE ORGANSKE SPOJINE                                                                                   |
| ---------------------- | --- | --- |
| BeCl2, BeSO4, Pb(OAc)2 | OGLJIKOVI HIDRATI – monosaharidi in disaharidi: saharoza, glukoza, fruktoza, maltoza, laktoza                                                                                 | OKSIMI: α-anisaldoksim                                                                                      |
| BeCl2, BeSO4, Pb(OAc)2 | POLIOLI: sorbitol, manitol, eritritol, ksilitol | SULFAMATI: saharin, ciklamat, acesulfam                                                                     |
| BeCl2, BeSO4, Pb(OAc)2 | D-AMINOKISLINE: glicin, alanin, fenilalanin, triptofan | 3-NITROANILINI: 6-kloro-3-nitroanilin                                                                       |
| BeCl2, BeSO4, Pb(OAc)2 | PROTEINI SLADKEGA OKUSA: brazein, taumatin, monelin, mabinlin, mirakulin, pentadin, kurkulin                                                                                  | ASPARTIL DIPEPTIDI: aspartam, alitam, neotam                                                                |
| BeCl2, BeSO4, Pb(OAc)2 | PRODUKTI SEKUNDARNEGA METABOLIZMA RASTLIN: steviozid, rebaudiozid, glicirizin, mogrozid V, abruzozidi A-D, filodulcin, neohesperidin dihidrohalkon, heranandulcin, seligueain | DERIVATI SLADKORJEV: sukraloza                                                                              |
| BeCl2, BeSO4, Pb(OAc)2 | PRODUKTI SEKUNDARNEGA METABOLIZMA RASTLIN: steviozid, rebaudiozid, glicirizin, mogrozid V, abruzozidi A-D, filodulcin, neohesperidin dihidrohalkon, heranandulcin, seligueain | DERIVATI GVANIDINOOCETNE KISLINE: sukrononska kislina, gvanidinoocetna kislina 1, gvanidinoocetna kislina 2 |

## Dovoljena sladila
Za tista alternativna sladila, ki jih odobrijo pristojne regulatorne agencije, velja, da so varna. V Združenih državah Amerike tako dobijo status »GRAS« (angleško generally regarded as safe). Vendar med posameznimi agencijami prihaja do neskladij, zato so določena alternativna sladila v nekaterih zveznih državah dovoljena, v nekaterih pa prepovedana. Dovoljena sladila po državah:
- ZDA: FDA je odobrila 5 neenergijskih sladil: saharin, aspartam, acesulfam kalij, neotam, sukraloza; neodobrene pa so: alitam, ciklamati, neohesperidin, steviozid, taumatin.
- Evropska unija: v EU se lahko uporabljajoː acesulfam, aspartam, sol aspartam-acesulfam, ciklamat, saharin, sukraloza, taumatin, neohesperidin, sorbitol, manitol, glicerol, izomalt, maltitol, laktitol in ksilitol.
- Slovenija: V Sloveniji se lahko uporabljajo: sorbitol, sorbitol v sirupu, manitol, izomalt, maltitol, maltitol v sirupu, laktitol, ksilitol, acesulfam kalij, aspartam, ciklamna kislina ter njene natrijeve in kalcijeve soli, saharin in njegove natrijeve, kalijeve in kalcijeve soli, taumatin, neohesperidin DC. Določeni so tudi največji dovoljeni odmerki sladil v živilih.

V »ekološko« pridelanih in predelanih živilih so vsa umetna sladila prepovedana.

## Značilnosti sladil
BeCl2 in BeSO4 sta sladka, ampak tudi zelo toksična. 
Fruktoza se pridobiva iz sadja in ima enako energijsko vrednost kot saharoza. Včasih se dovoljuje tudi diabetikom, ker se absorbira počasneje kot glukoza ter s tem posledično povzroča počasnejši dvig nivoja glukoze v krvi. Tako saharoza kot tudi fruktoza se presnavljata in imata energijsko vrednost. Zato ju uvrščamo med t. i. energijska sladila. Uživanje večjih količin fruktoze naenkrat lahko povzroči diarejo.
Polioli so derivati monosaharidov (sorbitol, manitol, ksilitol, eritritol), disaharidov (laktitol, maltitol, isomalt) in polisaharidov (maltitol sirup). Sladkorni polioli imajo podobno sladkost kot saharoza, a se iz črevesja ne absorbirajo v popolnosti, zato so slabše dostopni kot vir energije oz.imajo majhen kalorijski učinek. Prekomerna količina lahko povzroča diarejo- več kot 50 g/dan sorbitola in več kot 20 g/dan manitola. Ker za svojo razgradnjo ne potrebujejo inzulina so polivalentni alkoholi primerni tudi za diabetike. Raziskuje se prebiotičen efekt poliolov. Ti prebiotiki so kratkoverižni ogljikovi hidrati, ki so odporni na človeške prebavne encime in dosežejo debelo črevo, kjer pozitivno vplivajo na mikrobakterije v kolonu. Zaradi svojo strukture, bi polioli lahko služili kot substrat za te bakterije. V in vitro študijah se je izkazalo da D-tagatoza stimilura bakterijsko fermentacijo in produkcijo kratkoverižnih maščobnih kislin in bi potencialno lahko imela prebiotičen efekt. 
Sladila sinteznega izvora in proteini sladkega okusa imajo večjo sladkost kot saharoza, zato jih potrebujemo manj in zaradi tega so tudi manj kalorična. Najpogosteje jih najdemo v živilih za dietno prehrano ali v živilih z zmanjšano kalorično vrednostjo. Tako hrano proizvajalci oglašujejo z napisi »manj sladkorja, brez sladkorja, malo kalorij, neredilno, lahko…«Zraven tega so pomembne pomožne snovi pri izdelavi farmacevtskih oblik, kot so tablete, praški in vitaminski pripravki. 
Neenergijska sladila brez hranilne vrednosti praktično ne prispevajo k vnosu energije, saj izkazujejo zelo intenziven sladek okus in jih je zato potrebno dodajati v minimalnih količinah. Oboji- polioli in neenergijska sladila lahko nadomeščajo sladkor in se zato imenujejo nadomestki sladkorja, alternativna sladila ali še kako drugače.
Proteine sladkega okusa so odkrili v plodovih nekaterih rastlin, ki rastejo v tropskem pasu. Ti proteini so 100-1000 krat bolj sladki od saharoze. Komercialno se danes uporablja samo taumatin. Rastlina rodi plod samo v svojem naravnem okolju. Zato bi bilo pridobivanje z izolacijo iz plodov količinsko premajhno za trženje. Rešitev lahko najdemo v rekombinantni DNA tehnologiji.
Trend je v mešanju neenergijskih sladil z energijskimi in tudi neenergijskimi. Tako dobimo nove profile sladkega okusa, lahko pa pride tudi do sinergizma v sladkosti- kombinacija je bolj sladka kot če bi imeli samo posamezne komponente. Zgled: zmesi acesulfama-K z aspartamom (1:1) so v taki kombinaciji slajše kot če se pojavlja vsako sladilo posebej. S kombiniranjem sladil tudi izboljšamo okus in podaljšamo obstojnost sladil.

## Sladila in zdravje

### Otroci
Otroci lahko varno uživajo hranljiva sladila. V pravilniku o aditivih za živila, v 20.členu je navedeno, da se umetna sladila ne smejo uporabljati v živilih za dojenčke in male otroke, če ni s posebnimi predpisi drugače določeno. Znanstvena dognanja o razvoju otrok so pokazala, da do tretjega oziroma četrtega leta starosti otrok šele razvija svoj lasten sistem presnove in obrambe, zato bi kemikalije in neprimerni dodatki v hrani lahko ranili še rastoči organizem in ogrozili zdravje (Svetovna zdravstvena organizacija - WHO definira otroka do 9. leta starosti). Na splošno je namreč količina umetnih sladil, ki jih je dovoljeno dodajati živilom, izračunana za povprečnega odraslega porabnika in je tako neprimerna za otroke.

### Nosečnice
Jemanje energijskih sladil je med nosečnostjo varno. Prav tako FDA zatrjuje, da je v skaldu s priporočenimi dnevnimi vnosi za noseče ženske tudi varno uživanje neenergijskih sladil. Dvomi o varnosti uporabe se pojavljajo le pri nekaterih: 
- Saharin lahko prehaja placento in zaradi počasnega klirensa ostaja v tkivu fetusa.
- Ciklamati s strani FDA niso bili potrjeni za varno uporabo pri nosečnicah.
- Nosečnice s fenilketonurijo ne smejo uživati aspartama.

### Sladila in motnje v obnašanju
Trditve o povezavi med sladili (zlasti aspartamom) in hiperaktivnostjo niso bile znanstveno dokazane. 

### Sladila in hiperlipidemija
Z njo so povezana energijska sladila. Fruktoza bolj izkazuje ta efekt v primerjavi s saharozo. Ti dve zvišata koncentracijo LDL in TAG.